# Хесен-Дармщат
Ландграфство Хесен-Дармщат (на немски: Landgrafschaft Hessen-Darmstadt) е ландграфство (след 1806 година – Велико херцогство Хесен‎), съществувало от 1567 до 1918 година в Западна Германия.

## История
Ландграфство Хесен-Дармщат, васално на Свещената Римска империя, е образувано през 1567 година с поделянето на Ландграфство Хесен след смъртта на Филип I. Южните части на днешната провинция Хесен с център град Дармщат са получени от Георг I, най-малкия от четиримата му сина.
За разлика от владетелите на Хесен-Касел, които приемат калвинизма, ландграфовете на Хесен-Дармщат остават лутерани и по време на Тридесетгодишната война са близки съюзници на Саксония. В резултат на съюза си с Хабсбургите през 17 век те значително увеличават територията на ландграфството.
След разпускането на Свещената Римска империя през 1806 година Хесен-Дармщат получава статут на велико херцогство в състава на профренската Рейнска конфедерация. През следващите няколко години към него са присъединени секуларизираните територии на Майнц и Вормс на левия бряг на Рейн. През 1813 година Хесен-Дармщат се включва в антифренската коалиция и от 1815 година е член на Германската конфедерация. През 1866 година е съюзник на Австрия в Австро-пруската война и губи териториите си на север от река Майн. През 1871 година става част от Германската империя. Великото херцогство Хесен прекратява съществуването си с абдикацията на Ернст Лудвиг през 1918 година.

## Ландграфове
| 1568 – 1596 | Георг I                                          |
| 1596 – 1626 | Лудвиг V                                         |
| 1626 – 1661 | Георг II                                         |
| 1661 – 1678 | Лудвиг VI                                        |
| 1678        | Лудвиг VII                                       |
| 1678 – 1739 | Ернст Лудвиг                                     |
| 1739 – 1768 | Лудвиг VIII                                      |
| 1768 – 1790 | Лудвиг IX                                        |
| 1790 – 1830 | Лудвиг X (от 1806 г. като велик херцог Лудвиг I) |